# Tokunoshima

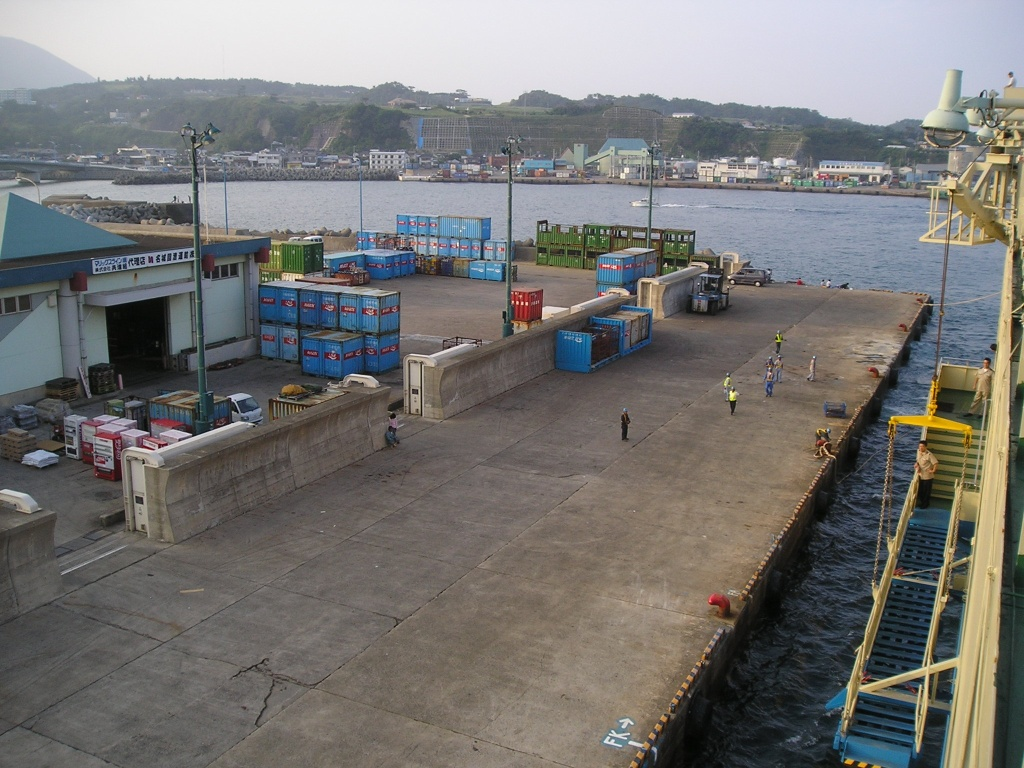
Puerto de Kametoku.

Tokunoshima (徳之島?) es una isla del suroeste de Japón, al norte de la isla de Okinawa. Forma parte del archipiélago de las islas Amami, a su vez parte de las islas Ryūkyū. La población es de 27.000 habitantes, con una superficie de 248 km². La isla tiene 80 kilómetros de costa.

## Poblaciones
Los habitantes de la isla se concentran en tres poblaciones:
- Tokunoshima
- Isen
- Amagi

## Relieve
El punto más alto de la isla se encuentra a 2052 metros.

## Fauna
En la isla, al igual que en otras del grupo, se puede encontrar la serpiente venenosa habu, así como un ejemplo de fósil viviente, el Pentalagus furnessi o conejo de Amami, que sólo se encuentra en las islas de Amami y Tokunoshima.

## Transporte
Hay varios puertos en la isla, que además está comunicada por aire gracias al Aeropuerto de Tokunoshima.

## Monumento conmemorativo
En el cabo Intabu, el punto más occidental de la isla, se erigió en 1968 un monumento conmemorativo a las víctimas del Yamato y su escolta.